# Xestia forsteri
Xestia forsteri là một loài bướm đêm trong họ Noctuidae.